# Aufidus edmundi
Aufidus edmundi är en insektsart som beskrevs av Jacobi 1921. Aufidus edmundi ingår i släktet Aufidus och familjen spottstritar. Inga underarter finns listade i Catalogue of Life.